# معركة سيسنيا
معركة سيسنيا هي هجوم سيء الحظ للقوات الجمهورية بمساعدة سوفييتية في أكتوبر 1936 على تمركز القوات القومية في سيسنيا بالقرب من طليطلة، على بعد 30 كم جنوب مدريد خلال الحرب الأهلية الإسبانية. فبعد سقوط طلبيرة وطليطلة في سبتمبر 1936، توغلت القوات القومية نحو مدريد. وفي أكتوبر كانت تبعد 30 كم عن المدينة. فقررت الحكومة الجمهورية التي تلقت أسلحة سوفيتية جديدة شن هجوم مضاد في سيسينا لوقف التوغل القومي. ولكن الهجوم فشل واستأنف القوميون تقدمهم. تُعد المعركة جديرة بالملاحظة لأنها المرة الأولى التي جرت فيها حرب الدبابات في الحرب الإسبانية، وكذلك لاستخدام القوات القومية لزجاجات المولوتوف ضد الدبابات السوفيتية T-26.

## البداية
بدأت القوات المتمردة لجيش أفريقيا الإسباني حملتها نحو مدريد في أغسطس 1936. حيث كانت مجهزة بأسلحة حديثة تلقتها من ألمانيا وإيطاليا (طائرات يو 52 وسافويا SM-81 ودبابات إيطالية). وتمكنت من هزيمة القوات والميليشيات الحكومية في معارك ماردة وباداخوز وسييرا غوادالوبي وطلبيرة واحتلت طليطلة في 27 سبتمبر 1936. وفي أواخر أكتوبر 1936 استولى القوميون على عدة بلدات بالقرب من مدريد (توريخون دي فيلاسكو وسيسينا وتوريخون دي لا كالسادا وجرينون)، مما كسر خط الدفاع الأول لمدريد.
خلال تلك الفترة طلبت حكومة الجمهورية مساعدة وأسلحة من فرنسا لدحر القوات المتمردة، في البداية قرر رئيس الجمهورية الفرنسية ليون بلوم إرسال المساعدات لأن انتصار القوميين يضر بموقف فرنسا الدولي. إلا أنه تحت ضغط الحكومة البريطانية واليمين الفرنسي أوقف إرسال أسلحة إلى الجمهورية يوم 25 يوليو 1936. ثم أغلق الحدود يوم 8 أغسطس، فاتجهت الحكومة الإسبانية إلى الاتحاد السوفيتي لشراء أسلحة منها. فوصلت أول سفينة سوفييتية محملة بالأسلحة إلى قرطاجنة في 15 أكتوبر 1936. وفي 28 أكتوبر قرر رئيس الوزراء الجمهوري لارجو كابييرو شن هجوم مضاد بتلك الأسلحة لمنع تقدم القوميين نحو مدريد.

## المعركة
في 29 أكتوبر 1936 شن الجيش الجمهوري الإسباني هجومًا على بلدة سيسينا التي يسيطر عليها القوميون، ومعهم قوة من 15 دبابة من طراز T-26 مسلحة بمدفع 45 ملم، بإدارة خبير دبابات ليتواني هو الكابتن بافل أرمان، ويقودها السوفييت مع رماة إسبان، واللواء المختلط الأول وهو لواء مختلط أنشئ حديثًا بقيادة إنريكي ليستر. في المقابل كان لدى الوطنيين قوة من سلاح الفرسان بقيادة العقيد موناستيريو والنظاميين المغاربة وبعض الدبابات الإيطالية. حُشدت الدبابات السوفيتية معًا لشن هجوم مفاجئ ودخلت في سيسينا. ادعى أرمان أن الدبابات السوفيتية دمرت كتيبتين مشاة وسربين من سلاح الفرسان وعشرة مدافع عيار 75 ملم ودبابتين وما بين 20-30 شاحنة. عبرت الدبابات سيسينا ووصلت إلى إسكيفياس، ومع ذلك لم يدخل لواء ليستر المختلط أبدًا إلى المدينة واضطرت قوة الدبابات إلى التراجع. قال ميخائيل كولتسوف الصحفي الروسي في سيسينا: «ليستر ... بوضوح كشرت عن أنيابها، فالوحدات تحركت تحركا جيدًا في البداية، ولكن بعد 1500 متر شعروا بالتعب ورجعوا...». وفوق ذلك تمكن القوميون من تدمير ثلاث دبابات روسية وإلحاق أضرار بثلاث دبابات أخرى بزجاجات المولوتوف ونيران المدفعية. في نفس اليوم شن الجيش الجمهوري بقيادة الكولونيل إلديفونسو بويجديندولاس هجومًا آخر على بلدة إيسكاس القريبة، لكن الهجوم فشل وقتل بويجديندولاس أثناء القتال.

## نتائج المعركة
فشل الهجوم لأن المشاة الجمهوريين الأسبان لم يتلقوا أي تدريب عملي على بالدبابات، إلا أن الدبابات السوفيتية أثبتت فعاليتها. وفقا لتوماس فقد دمرت دبابة سوفييتية 11 دبابة إيطالية. وفي نفس اليوم هاجم سرب من قاذفات كاتيوسكا الروسية إشبيلية. وبسبب تطورات الأسلحة السوفييتية، قررت ألمانيا النازية زيادة مساعدتها للقوميين وتشكيل فيلق الكندور.
استأنف القوميون هجومهم، فسقطت خيتافي (13 كم جنوب مدريد) في 4 نوفمبر. وفي 8 نوفمبر بدأ القوميون هجومهم المتقدم على مدريد. ومع ذلك قرر مولا سحب جزء من قواته من الهجوم على مدريد لتعزيز الأجنحة، بسبب خوفه من هجوم آخر بالدبابات.

## وصلات خارجية
- أداء الدبابات السوفييتية في الحرب الأهلية الإسبانية
- ستالين والحرب الأهلية الإسبانية